# Bernard D. Sadow
Bernard D. Sadow (ur. 1925, zm. 2011) – amerykański przedsiębiorca, wynalazca walizek na kółkach. 
Sadow wpadł na pomysł zbudowania walizek na kółkach w 1970 roku, gdy wracał z ciężkimi bagażami z rodzinnych wakacji na Arubie. W 1970 roku zgłosił wniosek patentowy i w 1972 roku otrzymał patent nr 3.653.474. Sadow był wówczas wiceprezesem firmy produkującej płaszcze i walizki. Jego wynalazek nie przyjął się od razu, Sadow spędził wiele czasu prezentując swój produkt sieciom sklepów. Pierwsze partie walizek zaczęły być dostępne w sprzedaży półtora roku po zaprezentowaniu prototypu.